# Fermín Ezcurra
Fermín Ezcurra Esáin (* 12. September 1922 in Oricáin; † 6. März 2018 in Pamplona) war ein spanischer Fußballfunktionär.

## Werdegang
Nachdem Ezcurra mit seiner Familie im Alter von 13 Jahren nach Pamplona gezogen war, begann er bei der dortigen Sparkasse Caja de Ahorros Municipal de Pamplona, die später in der Caja Navarra aufging, seine berufliche Laufbahn. Zunächst noch Laufbursche, stieg er nach dem erfolgreichen Absolvieren von Buchhaltungskursen in der Abendschule bis zum Direktor auf.
1971 übernahm Ezcurra das Präsidentenamt beim nach dem Abstieg in die damals noch drittklassige Tercera División wirtschaftlich angeschlagenen Fußballklub CA Osasuna. Bereits im folgenden Jahr stieg der Verein als Drittligameister in die Segunda División auf, wechselte aber in den folgenden Jahren zwischen zweit- und dritthöchster Spielklasse. Dem insgesamt dritten Aufstieg in die zweite Liga während seiner Präsidentschaft im Jahre 1977 folgte bereits drei Jahre später die Rückkehr in die Primera División, aus der der Klub 1963 abgestiegen war.
Unter Ezcurras Präsidentschaft etablierte sich CA Osasuna in der höchsten spanischen Spielklasse, zwei Mal qualifizierte sich die Mannschaft über die Primera División für denn UEFA-Pokal. Zudem erreichte sie 1988 das Halbfinale in der Copa del Rey, der spätere Titelträger FC Barcelona setzte sich nach einem 0:0-Unentschieden im ersten Spiel im Estadio El Sadar mit einem 3:0-Rückspielerfolg nach Toren des zweifach erfolgreichen Gary Lineker sowie von Paco Clos im Camp Nou durch. Darüber hinaus wurde unter seiner Ägide der Grundstein für das moderne Trainingsgelände Instalaciones de Tajonar gelegt, das später weiträumig erweitert wurde und auch die Jugend- und Frauenmannschaft beherbergt. Bei einer großen Rechtsreform 1990, in deren Folge nahezu alle spanischen Profisportvereine ihre Rechtsform zur Erhöhung der Publizitäts- und Transparenzanforderungen in eine Sociedad Anónima Deportiva ändern mussten, konnte er durchsetzen, dass CA Osasuna neben den einzigen drei anderen Fußballklubs Real Madrid, FC Barcelona und Athletic Bilbao in der Rechtsform eines Vereins weiterbestehen konnte.
Nach dem Abstieg von CA Osasuna 1994 beerbte Javier Garro ihn als Präsident des Klubs, später wurde er zum Ehrenpräsidenten des Klubs ernannt. Zudem erhielt er von staatlicher Seite Auszeichnungen für seine Verdienste um den Sport.